# Plethodon elongatus
Plethodon elongatus é uma espécie de salamandra da família Plethodontidae.
É endémica do Noroeste Pacífico da América do Norte.
Os seus habitats naturais são: florestas temperadas e áreas rochosas.
Está ameaçada por perda de habitat.